# Eubordeta micacea
Eubordeta micacea är en fjärilsart som beskrevs av Jordan 1912. Eubordeta micacea ingår i släktet Eubordeta och familjen mätare. Inga underarter finns listade i Catalogue of Life.